# Grammodes minor
Grammodes minor là một loài bướm đêm trong họ Erebidae.